# Dieter Arnold
Dieter Arnold (* 1936 in Heidelberg) ist ein deutscher Ägyptologe.

## Leben

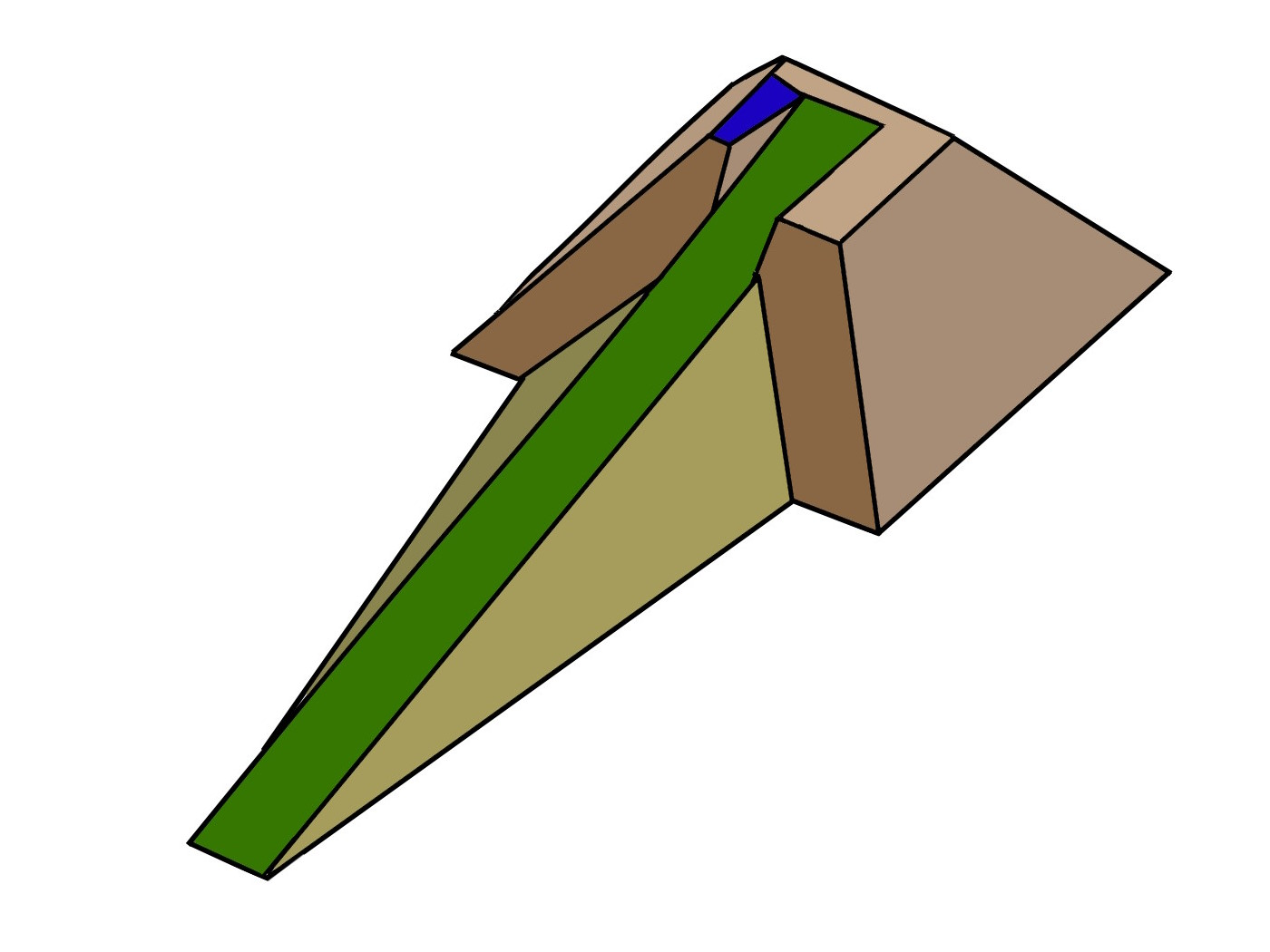
Rampenmodell von Dieter Arnold

Er wurde am 31. Januar 1961 an der Universität München mit der Arbeit „Wandrelief und Raumfunktion in ägyptischen Tempeln des Neuen Reiches“ promoviert.
Arnold arbeitete für das Deutsche Archäologische Institut in Kairo bei Grabungen in Dahschur, Deir el-Bahari und at-Tarif.
Von 1979 bis 1984 war er Professor an der Universität Wien und danach Kurator an der ägyptischen Abteilung des Metropolitan Museum of Art in New York. Arnolds Spezialgebiet ist die Architektur Altägyptens. Als Mitarbeiter des Metropolitan Museums leitet er die jährlichen Expeditionen des Museums in el-Lischt und Dahschur.
Im Jahr 1981 publizierte er einen Vorschlag zum Bau der Cheops-Pyramide. Die Rampe verläuft zunächst außerhalb und dann in einer Schneise innerhalb der Pyramide. Arnold war sich im klaren, dass die Bauweise aufgrund mangelnder Funde rein archäologisch nicht erklärt werden kann: „Wie die ägyptischen Bauleute sich behalfen, lässt sich nicht mehr erschließen. Dass es ihnen jedoch gelang, das Problem zu lösen, demonstrieren die Beispiele der Cheops- und der Chephrenpyramide“.
Arnold ist mit der Ägyptologin Dorothea Arnold verheiratet. Der gemeinsame Sohn Felix Arnold ist archäologischer Bauforscher.

## Publikationen (Auswahl)
- Der Pyramidenbezirk des Königs Amenemhet III. in Dahschur. Band 1: Die Pyramide (= Archäologische Veröffentlichungen. Band 53). von Zabern, Mainz 1987, ISBN 3-8053-0608-3.
- The Pyramid of Senwosret I (= Publications of the Metropolitan Museum of Art Egyptian Expedition. Band 22). Metropolitan Museum of Art, New York 1988, ISBN 0-87099-506-5 (Online).
- Building in Egypt. Pharaonic Stone Masonry. Oxford University Press, Oxford u. a. 1991, ISBN 978-0-19-511374-7.
- The Pyramid Complex of Senwosret I (= Publications of the Metropolitan Museum of Art Egyptian Expedition. Band 25). Metropolitan Museum of Art, New York 1992, ISBN 0-87099-612-6 (Online).
- Die Tempel Ägyptens. Götterwohnungen, Kultstätten, Baudenkmäler. Artemis & Winkler, München / Zürich 1992, ISBN 3-7608-1073-X.
- Lexikon der ägyptischen Baukunst. Artemis & Winkler, München / Zürich 1994, ISBN 3-7608-1099-3.
- Temples of the Last Pharaos. Oxford University Press, New York (NY) u. a. 1999, ISBN 0-19-512633-5.
- The Pyramid Complex of Senwosret III at Dahshur. Architectural Studies (= Publications of the Metropolitan Museum Egyptian Expedition. Band 26). Metropolitan Museum of Art, New York 2002, ISBN 0-87099-956-7 (Online).
- Middle Kingdom Tomb Architecture at Lisht (= Publications of the Metropolitan Museum of Art Egyptian Expedition. Band 28). Metropolitan Museum of Art, New York 2008, ISBN 978-1-58839-194-0 (Online).
- The Pyramid Complex of Amenemhat I at Lisht. The Architecture (= Publications of the Metropolitan Museum of Art Egyptian Expedition. Band 29). Metropolitan Museum of Art, New York 2016, ISBN 978-1-58839-604-4.